# Sư đoàn 8 bộ binh (Lục quân Đế quốc Nhật Bản)
Sư đoàn 8 bộ binh (kanji: 歩兵第8師団, romaji: Hohei Dai-hachi Shidan), là một sư đoàn bộ binh thuộc Lục quân Đế quốc Nhật Bản. Bí danh là Sư đoàn Thông (杉兵団, Sugi-heidan).

## Lịch sử
Ngày 1 tháng 10 năm 1898, sư đoàn 8 được thành lập, là một trong sáu sư đoàn dự bị được lập sau chiến tranh Thanh-Nhật. Lục lượng bao gồm binh sĩ từ vùng Tohoku của Nhật Bản, chủ yếu là tỉnh Aomori, tỉnh Akita và tỉnh Yamagata. Chỉ huy đầu tiên là trung tướng Tatsumi Naofumi.
Sư đoàn 8 nổi tiếng trong lịch sử qua sự kiện núi Hakkōda, tháng 1 năm 1902. Để chuẩn bị cho chiến tranh với Nga, sư đoàn được đưa đến vùng núi Hakkōda có nhiều băng tuyết để luyện tập mà hậu quả là 199 bính sĩ của Trung đoàn bộ binh 5 bị đóng băng cho đến chết. Câu chuyện đã trở nên bất tử trong một cuốn tiểu thuyết của tác giả nổi tiếng Jiro Nitta.
Trong cuộc chiến tranh Nga-Nhật, sư đoàn 8 tham gia đánh trận Sandepu và sau đó là trận Mukden. Từ năm 1910, nhận nhiệm vụ đồn trú tại Hàn Quốc, và cũng tham gia vào can thiệp Sibir.
Sau sự kiện Mãn Châu năm 1931, Sư đoàn 8 đưa Lữ đoàn 4 tham gia vào cuộc xâm lược Mãn Châu vào năm 1932, sau đó Lữ đoàn 4 đóng tại Mãn Châu dưới sự kiểm soát của đạo quân Quan Đông. Tại đây, lữ đoàn tham gia vào việc bình định Mãn Châu quốc vừa mới thành lập. Sư đoàn 8 một lần nữa chuyển Trung đoàn bộ binh 32 tới Sư đoàn 24 (Lục quân Đế quốc Nhật Bản) mới thành lập vào năm 1937.
Tháng 9 năm 1944, sư đoàn 8 chuyển tới Philippin dưới sự chỉ huy của trung tướng Tomoyuki Yamashita, nhận nhiệm vụ giữ đảo Luzon và đảo Leyte. Sau trận Leyte và trận Manila trước liên quân Mỹ và Philippin, sư đoàn 8 gần như bị tiêu diệt hoàn toàn và không còn hoạt động.
Chỉ huy danh tiếng của sư đoàn 8 trong lịch sử gồm: Tatsumi Naofumi, Mazaki Jinzaburō, và Maeda Toshinari.

## Biên chế
Sư đoàn 8 vào năm 1895
Lữ đoàn bộ binh 4
o Trung đoàn bộ binh 5
o Trung đoàn bộ binh 31
Lữ đoàn bộ binh 16
o Trung đoàn bộ binh 17
o Trung đoàn bộ binh 32
Lữ đoàn Pháo binh núi 8
o Trung đoàn Kị binh 8
o Trung đoàn Công binh 8
o Trung đoàn Giao thông vận tải 8
Sư đoàn 8 vào năm 1937
o Trung đoàn bộ binh 5 (Aomori)
o Trung đoàn bộ binh 17 (Akita)
o Trung đoàn bộ binh 31 (Hirosaki)
o Trung đoàn pháo binh 8
o Trung đoàn Recon 8
o Trung đoàn Công binh 8
o Trung đoàn Giao thông vận tải 8